# Promethes rubeopleurator
Promethes rubeopleurator är en stekelart som beskrevs av Diller 1984. Promethes rubeopleurator ingår i släktet Promethes och familjen brokparasitsteklar. Inga underarter finns listade i Catalogue of Life.